# Melanorozaury
Melanorozaury (Melanorosauridae) – rodzina dinozaurów z grupy zauropodomorfów. Zdefiniowana przez Galtona i Upchurcha (2004) jako klad obejmujący rodzaj Melanorosaurus i wszystkie taksony bliżej spokrewnione z nim niż z rodzajem Anchisaurus; autorzy zaliczyli do tak rozumianych melanorozaurów rodzaje Riojasaurus, Melanorosaurus, Camelotia i Lessemsaurus. Inne analizy kladystyczne sugerują, że melanorozaur nie był blisko spokrewniony z innymi rodzajami zaliczonymi przez Galtona i Upchurcha do rodziny Melanorosauridae, być może z wyjątkiem rodzaju Camelotia; w związku z tym obecnie nie można z pewnością zaliczyć do rodziny Melanorosauridae żadnego zauropodomorfa oprócz samego melanorozaura.
Początkowo Melanorosauridae zaliczano do infrarzędu prozauropodów; późniejsze analizy kladystyczne wykazały, że melanorozaur był bliżej spokrewniony z zauropodami niż z plateozaurem. Yates i Kitching (2003) zaliczyli nawet melanorozaura do zauropodów. Jednak w później publikacji Yates (2007) zaproponował nową definicję filogenetyczną zauropodów (najszerszy klad obejmujący Saltasaurus loricatus, ale nie obejmujący Melanorosaurus readi), wyłączając tym samym melanorozaura z zauropodów.
Rodzaje melanorozaurów:
- melanorozaur
- ?kamelotia
- ?lessemzaur
- ?riochazaur